# L'Étrange Festival
 (mai 2016).
L'Étrange Festival est un festival de cinéma de genre. Créée en 1993, cette manifestation a lieu tous les ans au Forum des images de Paris, durant la première quinzaine de septembre.
Ce festival est né du constat qu’il devenait de plus en plus difficile d’accéder à un cinéma dit « différent », qui propose pourtant énormément d’œuvres de qualité. Il offre ainsi au grand public la possibilité de voir des films rares, voire inédits, dans les meilleures conditions, à savoir au cinéma.
Étonnants, atypiques, bizarres… Les films présentés sont issus de tous les genres. Du fantastique au drame, l’horreur côtoie aussi bien le documentaire que le conte pour enfants, pour le plaisir de tous.
La programmation du festival se déroule chaque année au rythme de focus et autres cartes blanches offertes à des réalisateurs, de nuits thématiques, ou encore, depuis 2004, de soirées concerts appelées L’Étrange Musique.
Toujours dans la lignée de l’étrange, et en parallèle de la programmation cinématographique et musicale, le public est également invité à visiter des expositions dans divers galeries parisiennes.
Depuis sa création, L’Étrange Festival a eu l’honneur de recevoir des invités prestigieux, parmi lesquels Marc Caro, Jean-Pierre Mocky, Charlotte Rampling, Jan Kounen, Alejandro Jodorowsky et Gaspar Noé.
Depuis 1995, il s’étend vers différentes villes de province telles que Strasbourg (1995-2005), Caen (2002-2005, 2008-2012), Nantes, Lyon (2008-) et Clermont-Ferrand (2017-).

## Compétition et palmarès
La sélection court métrage de L’Étrange Festival a permis au public de découvrir quelques jeunes talents tels qu'Alex de la Iglesia, François Ozon, Julia Ducournau, Bertrand Mandico et Guillermo Del Toro[réf. nécessaire]. Chaque année sont décernés deux prix lors de cette compétition : le Grand Prix Canal+ et le prix du public.
Depuis 2010, une compétition long métrage en partenariat avec Canal+ Cinéma est proposée, décernant le Prix Nouveau Genre, et permettant au film primé d’être acheté en vue d’une diffusion sur la chaîne. En 2015, le prix Nouveau Genre devient le grand prix Nouveau Genre.
Depuis 2012, les films sont également en compétition pour le Prix du Public.

### Compétition long métrage

#### Prix Nouveau Genre
- 2010 : Buried, de Rodrigo Cortés
- 2011 : Bullhead, de Michaël R. Roskam
- 2012 : Headhunters (Hodejegerne), de Morten Tyldum
- 2013 : The Major, de Youri Bykov
- 2014 : The Voices, de Marjane Satrapi

#### Grand Prix Nouveau Genre
- 2015 : La Peau de Bax (Schneider vs. Bax), de Alex Van Warmerdam[2]
- 2016 : Headshot, de Kimo Stamboel & Timo Tjahjanto, ex æquo On l'appelle Jeeg Robot, de Gabriele Mainetti
- 2017 : La Lune de Jupiter, de Kornél Mundruczó
- 2018 : The Spy Gone North, de Yoon Jong-bin
- 2019 : Vivarium, de Lorcan Finnegan
- 2020 : Tomiris, de Akan Satayev
- 2021 : The Innocents, de Eskil Vogt
- 2022 : Sick Of Myself, de Kristoffer Borgli
- 2023 : The Theory Of Everything (Die Theorie von Allem) de Timm Kröger
- 2024 : Kill, de Nikhil Nagesh Bhat

#### Prix du Public
- 2012 : Headhunters (Hodejegerne), de Morten Tyldum
- 2013 : Why Don't You Play in Hell?, de Sion Sono
- 2014 : The Voices, de Marjane Satrapi
- 2015 : Moonwalkers, de Antoine Bardou-Jacquet[2]
- 2016 : Poesía sin fin, de Alejandro Jodorowsky
- 2017 : Les Bonnes Manières, de Juliana Rojas et Marco Dutra
- 2018 : The Spy Gone North, de Yoon Jong-bin
- 2019 : The Odd Family: Zombie on Sale, de Lee Min-jae
- 2020 : Kajillionaire, de Miranda July
- 2021 : Mad God, de Phil Tippett
- 2022 : Le Capitaine Volkonogov s'est échappé,de Natalia Merkoulova et Alexeï Tchoupov
- 2023 : The Theory Of Everything (Die Theorie von Allem) de Timm Kröger
- 2024 : La Jeune Femme à l'aiguille de Magnus Von Horn

### Compétition court métrage

#### Grand Prix Canal+
- 2010 : All Flowers In Time, de Jonathan Caouette
- 2011 : Attack, d’Adam White
- 2012 : Basta Gon, de Marc Schlegel
- 2013 : The Voice Thief, d’Adan Jodorowsky
- 2015 : The Grey Matter, de Luke et Peter McCoubrey[2]
- 2016 : Klem, de Mathijs Geijskes
- 2017 : Other People’s Heads, de Stephen Winterhalte
- 2018 : Falling, d'Ewen Wright
- 2019 : Please Speak Continuously and Describe Your Experiences as They Come to You, de Brandon Cronenberg
- 2020 : Amandine, de Juan Carlos Mostaza
- 2021 : Sexy Furby, de Nicole Daddona et Adam Wilder
- 2022 : AirHostess-737,de Thanasis Neofotistos
- 2023 : Tigre Místico (15 min 36 s) de Marc Martínez Jordán
- 2024 : Rusalochka de Dasha Charusha

#### Prix du Public
- 2010 : One Night, d’Alexandra Schepisi
- 2011 : La Gran Carrera, de Kote Camacho
- 2012 : Drained, de Nick Peterson et How We Tried a New Combination of Light, d'Alanté Kavaïté
- 2013 : The Voice Thief, d’Adan Jodorowsky
- 2015 : Splintertime, de Rosto[2]
- 2016 : Strangers in the night, de Conor McMahon
- 2017 : Un ciel bleu presque parfait, de Quarxx
- 2018 : Mucre, de César Simonot
- 2019 : VagabondageS, de Guillaume Pin et Portrait en pied de Suzanne, d'Izabela Plucińska
- 2020 : Nuage, de Josephine Darcy Hopkins
- 2021 : Friandise, de Rémy Barbe
- 2022 : Plan-plan cul-cul, d'Alexandre Vignaud
- 2023 : iNTELLIGENCE (14 min 24 s) de Jeanne Frenkel et Cosme Castro
- 2024 : Chew de Félix Dobaire